# Middlepits
Middlepits ist ein Ort im Kgalagadi District von Botswana.

## Geographie
Middlepits ist eine ländliche Siedlung und liegt an der Grenze zwischen Botswana und Südafrika in der Nähe des periodischen Flusses Molopo.

## Öffentliche Infrastruktur
Im Ort befinden sich eine Grundschule und eine weiterführende allgemeinbildende Schule. Ferner gibt es hier eine öffentliche Bibliothek, ein Postamt und eine kleine Klinik.

## Verkehr
Der Ort ist über eine Landstraße zu erreichen, die vom Südwesten aus Bokspits kommt und nach Tshabong führt.
Der Ort ist besitzt eine Grenzübergangsstation nach Südafrika.